# 高橋正則
高橋 正則（たかはし まさのり、1914年3月10日 - 2006年1月）は、日本の評論家。

## 略歴
山口県阿武郡出身。慶應義塾大学法学部卒。同盟通信社記者を経て、戦後、新夕刊新聞編集局次長、民社党政策審議会嘱託、東京政治研究所事務局長。1969年、第32回衆議院議員総選挙に民社党公認で東京5区から立候補したが落選した。
1973年駒澤大学法学部教授、学部長、1985年常磐大学人間科学部教授、富士社会教育センター理事長、顧問。1985年から1993年まで『月刊自由民主』に「マスコミ批判」「マスコミ批評」「マスコミ時評」を連載した。
東京・埼玉連続幼女誘拐殺人事件の犯人である宮﨑勤の父親が東京都西多摩郡五日市町（現：あきる野市）で発行していた地域新聞『秋川新聞』（勤の逮捕により廃刊）には、廃刊の約半年前から「論説」や「疑獄物語」といった記事を寄稿・連載していた。

## 著書
- 入門マスコミュニケーション史 高文堂出版社 1974
- 新聞概論 マスコミの理論と実際 高文堂出版社 1975
- マスコミ発達史 高文堂出版社 1978.3
- デモクラシーとメディアクラシー 政治とマスコミ 高文堂新書 1980.7
- 政党政治の研究 高文堂出版社 1981.9
- 回想の亀井貫一郎 現実と理想のはざまを生き抜いた歴史の人物 「自分史」との関連で 富士社会教育センター 1998.5
- 昭和の巨魁 岸信介と日米関係通史 三笠書房 2000.8
- 田中義一 近代日本政軍関係の分水嶺 草の根國防研究会 2002.11
- 回顧九十年 私の同時代史 富士社会教育センター 2005.2

## 共編著
- 西村栄一伝 激動の生涯 中村菊男共編著 富士社会教育センター 1980.11
- 折りふしの言葉 西村栄一語録 富士社会教育センター 1990.8